# Chrysendeton minimalis
Chrysendeton minimalis is een vlinder uit de familie van de grasmotten (Crambidae), uit de onderfamilie van de Acentropinae. De wetenschappelijke naam van deze soort is voor het eerst gepubliceerd in 1871 door Herrich-Schäffer.
De soort komt voor in Cuba.